# Ave Maria (Bach/Gounod)
Ave Maria (Bach/Gounod) là bản chỉnh sửa của một bài hát gốc Latin rất nổi tiếng và được ghi âm rất nhiều lần.
Bài hát được viết bởi một nhà soạn nhạc trường phái lãng mạn của Pháp Charles Gounod vào năm 1859. Bản Ave Maria của ông có bổ sung "Prelude số 1, từ cuốn 1 của The Well-Tempered Clavier, sáng tác bởi Johann Sebastian Bach vào 137 năm trước bản Ave Maria của Charles Gounod.
Rất nhiều các bản phối khí các nhạc cụ khác nhau cho Ave Maria của Bach/Gounod được ra đời, gồm violon, guitar, bộ tứ đàn dây, piano solo, violon xen (cello) và cả kèn trombone. Bài hát thường được biểu diễn trong các đám cưới và tang lễ của người Công giáo. Nhưng ca sĩ Opera hay Pop, đơn cử như Luciano Pavarotti và cả các dàn hợp xướng đã ghi lại phần biểu diễn của các tác phẩm này đến hàng trăm lần vào thế kỷ XX.
Những năm tiếp theo trong sự nghiệp, Gounod cũng sáng tác phiên bản Ave Maria cho 4 phần của dàn hợp xướng SATB (gồm Soprano: giọng nữ cao; Alto: giọng nữ trầm; Tenor: giọng nam cao; Bass: giọng nam trầm. Đây là bản hoàn toàn rất khác biệt và hoàn toàn không liên quan gì đến bản solo mà được mọi người biết nhiều tới hơn.
Đã có ít nhất 2 lời Việt viết cho ca khúc này, một của Phạm Duy (Cầu xin Maria) có từ rất lâu, một của Dương Thụ gần đây hơn.